# Josep Rius (frare)
Josep Rius (Balaguer, 15-I-1765 - Cervera 1833) va ser un frare franciscà, escriptor i catedràtic.
De molt jove ingressà a l'orde dels franciscans al convent de Barcelona. El 1789, als 24 anys, va fer oposicions a càtedra. El 1792 va ser al convent d'Escornalbou des d'on dirigia diverses missions evangelitzadores als pobles i ciutats del Camp de Tarragona en una ingent tasca de propaganda religiosa. El 1794, per motius de salut, va haver d'anar al convent de Tarragona. Cap a finals de la guerra del francès va fer costat al dominic Tomàs Gatell i entre els dos van editar El Centinela de la Patria en Reus, un periòdic ultra-conservador que replicava al Periódico Político y Mercantil de la Villa de Reus, dirigit per Jaume Ardèvol. A El Centinela... signava els articles com a Firmín Risueño. Doctor en filosofia i teologia, catedràtic de filosofia a la Universitat de Cervera, va tenir, dins l'orde franciscà, els graus de lector, pare de província, custodi provincial i definidor general. Va renunciar a tres mitres, entre elles la de la Seu d'Urgell. El 1830 refusà el nomenament de general de l'orde al Capítol general celebrat a Alcalá de Henares.
Va morir al convent franciscà de Cervera el 1833.
Publicà Ethicorum libri octo sive Philosophia moralis. Barcinone: Vidua et filii D. Antonii Brusi, 1830; Tractatus de vera religione. Barcinone: Typ. J. Fornér, 1824 com a obres importants, i també diversos devocionaris i novenaris. Deixà inèdit, i es conserva a l'Arxiu Històric de Reus, "El árbol de la vida plantado en medio del Paraíso, es a saber: la Virgen de Misericordia venerada en el santuario de Reus", escrit per encàrrec de l'Ajuntament de la ciutat el 1803. Va ser l'autor (o compilador) del Ball de la Mare de Déu el 1788, un ball parlat de tema religiós que amb algunes variants, sobretot les fetes per Francesc Torné, encara es representa a Reus.